# De Lange Corner
De Lange Corner, DLC of DLC 18 was een podcast in het teken van hockey. De podcast werd geproduceerd door Dag en Nacht media/Anne Janssens en gepresenteerd door Jasper Kokx en Bengt Schuitemaker.

## Inhoud
In de podcast werd vaak gesproken over onderwerpen binnen het hockey. Steevast was/waren dat de Hoofdklasse(n). Ook internationale toernooien, zoals de Olympische Spelen, werden besproken. Daarnaast werden er verschillende onderwerpen die op dat moment speelden besproken, zoals de corona-affaire met Jip Jansen. Ook werden er specials gemaakt over bijvoorbeeld de hockeyarbitrage of zaalhockey.

## Bekende gasten
- Coen van Bunge
- Robert Tigges
- Rick Mathijssen
- Philip Kooke
- Siegfried Aikman
- Eric Verboom
- Pasha Gademan
- Valentin Verga
- Rein van Eijk